# Crisis (revista)
Crisis és una revista política i cultural en castellà editada a Buenos Aires que va tenir la seva primera etapa entre maig de 1973 i agost de 1976, quan va ser dirigida per l'escriptor uruguaià Eduardo Galeano. Va existir una segona etapa (1986-1987) en què el seu director va ser el periodista argentí Vicente Zito Lema. El 2010 la revista va començar la seva tercera etapa, editada per un col·lectiu de periodistes, escriptors i sociòlegs.

## Història
Crisis va ser una revista emblemàtica sobre literatura i cultura dels anys 1970 en què va publicar 40 números i comptava amb un heterogeni grup de col·laboradors que responien a diferents orígens, trajectòries i afinitats polítiques d'esquerra.
El primer número de Crisis de la segona època va aparèixer l'abril del 1986 i diferia notablement de la seva primera època en la forma que li va donar Oscar Smoje, el seu director d'art, a través de les noves tapes multicolors i les múltiples il·lustracions interiors.
Textos de James Joyce, Italo Calvino, Roland Barthes, Carlos Saura, Franz Kafka, Umberto Eco, Alain Resnais, Luigi Nono, Sigmund Freud, Cesare Pavese, Jean Paul Sartre i Thomas Mann han aparegut a les seves pàgines. En la seva llarga llista de col·laboradors destaquen Jorge Luis Borges, Ernesto Sabato, Oliverio Girondo, Mario Benedetti, Ernesto Cardenal, Julio Cortázar, Roberto Fernández Retamar, Roberto Fontanarrosa, Ricardo Piglia, Jorge Amado, Augusto Roa Bastos, Alejo Carpentier, Gabriel García Márquez i Aníbal Troilo.